# Мърсия
Кралство Мърсия (на английски: Mercia) е историческо англосаксонско кралство, просъществувало в днешна централна Англия като независима държава през 527 – 879 г., след което става подчинена на кралство Уесекс до 918 г. и заедно с него става част от обединеното кралство Англия.